# María Amalia de Borbón
María Amalia de Borbón (ur. 9 stycznia 1779 w El Pardo, zm. 22 lipca 1798 w Madrycie) – infantka hiszpańska z dynastii Burbonów.
Urodziła się jako trzecia córka (czwarte spośród czternaściorga dzieci) następcy tronu Hiszpanii Infanta Karola (przyszłego króla Karola IV) i jego żony infantki (późniejszej królowej) Marii Luizy. W państwie tym panował wówczas jej dziadek Karol III. Młodszym bratem Marii Amelii był przyszły król Hiszpanii Ferdynand VII.
Całe życie była chorowita i drobnej postury, co przyczyniło się do plotek, że na jej matce ciążyła klątwa i dlatego jej dzieci były chore i miały problemy ze wzrostem. W młodości była uważana za potencjalną kandydatkę na żonę dla przyszłego Ludwika I Parmeńskiego, króla Etrurii. Ostatecznie wybrano jej młodszą siostrę, Marię Ludwikę. Na infantkę „tak boleśnie wpłynęła preferencja, którą książę Parmy okazał jej siostrze, że podczas poważnej choroby straciła wzrok w jednym oku, a w drugim widziała jedynie błyski światła”.
25 sierpnia 1795 w San Ildefonso poślubiła swojego starszego o 24 lata stryja Infanta Antoniego. Zmarła w połogu mając 19 lat, również dziecko zmarło wkrótce po niej, para nie miała innego potomstwa.